# Zuaques
Los Zuaques son una etnia Cahita del estado de Sinaloa, en México. Actualmente habitan en el municipio de El Fuerte, Sinaloa. En la época precolombina habitaban tres aldeas; Mochicahui como capital, más las aldeas de Charay y Cigüini, desapareciendo solo la última.

## Historia
Antes del año 1605 los zuaques ocupaban y tenían como centro principal al pueblo de Mochicahui, al norte del estado de Sinaloa. En esos tiempos esta etnia se caracterizaba por ser la más bélica e indomable de la región, los españoles trataron de conquistarlos pero ninguna campaña triunfó, siempre los soldados españoles eran derrotados, es cuando se decidió evangelizarlos, primero por medio de los Franciscanos, pero fracasaron, entonces llegaron los jesuitas.
Cuando el padre jesuita Andrés Pérez de Ribas llegó a Mochicahui manifestó que el pueblo estaba asentado a la orilla del río, en llano fértil de Sinaloa.
Cuando llegó el padre a Mochicahui, les preguntó a los indios porque habían sido tan rebeldes y belicosos a lo que ellos respondieron que tenían temor al maltrato de los españoles, ya que anteriormente habían observado cómo poblaciones enteras eran destruidas por éstos.
El proceso de evangelización de este pueblo comenzó aproximadamente en 1604 con la llegada del padre Andrés Pérez de Ribas.